# Piazza Ducale (Vigevano)
La Piazza Ducale di Vigevano è una vasta piazza in stile rinascimentale.
La sua costruzione iniziò nel 1492 per volere di Ludovico il Moro come anticamera del Castello e fu ultimata nel 1494.

## Descrizione
Lunga 134 metri e larga 48, è edificata su tre lati (il quarto è occupato dalla Chiesa Cattedrale di Sant'Ambrogio) con edifici omogenei con facciata e portici uniformi a contorno di un forum che ricalca il modello romano descritto da Vitruvio.
In origine la zona era caratterizzata da una larga strada contornata dagli edifici in gran parte porticati, tra cui quello del Comune, frutto dell'espansione trecentesca sviluppatasi a nord del promontorio fortificato dell'antico borgo scomparso con le trasformazioni viscontee e sforzesche che hanno portato alla realizzazione dell'attuale "castello". Al borgo e al primitivo castello annesso, situati in posizione sopraelevata, si accedeva per mezzo di una rampa o forse di una scalinata posta in corrispondenza dell'attuale torre che funge da ingresso al castello.

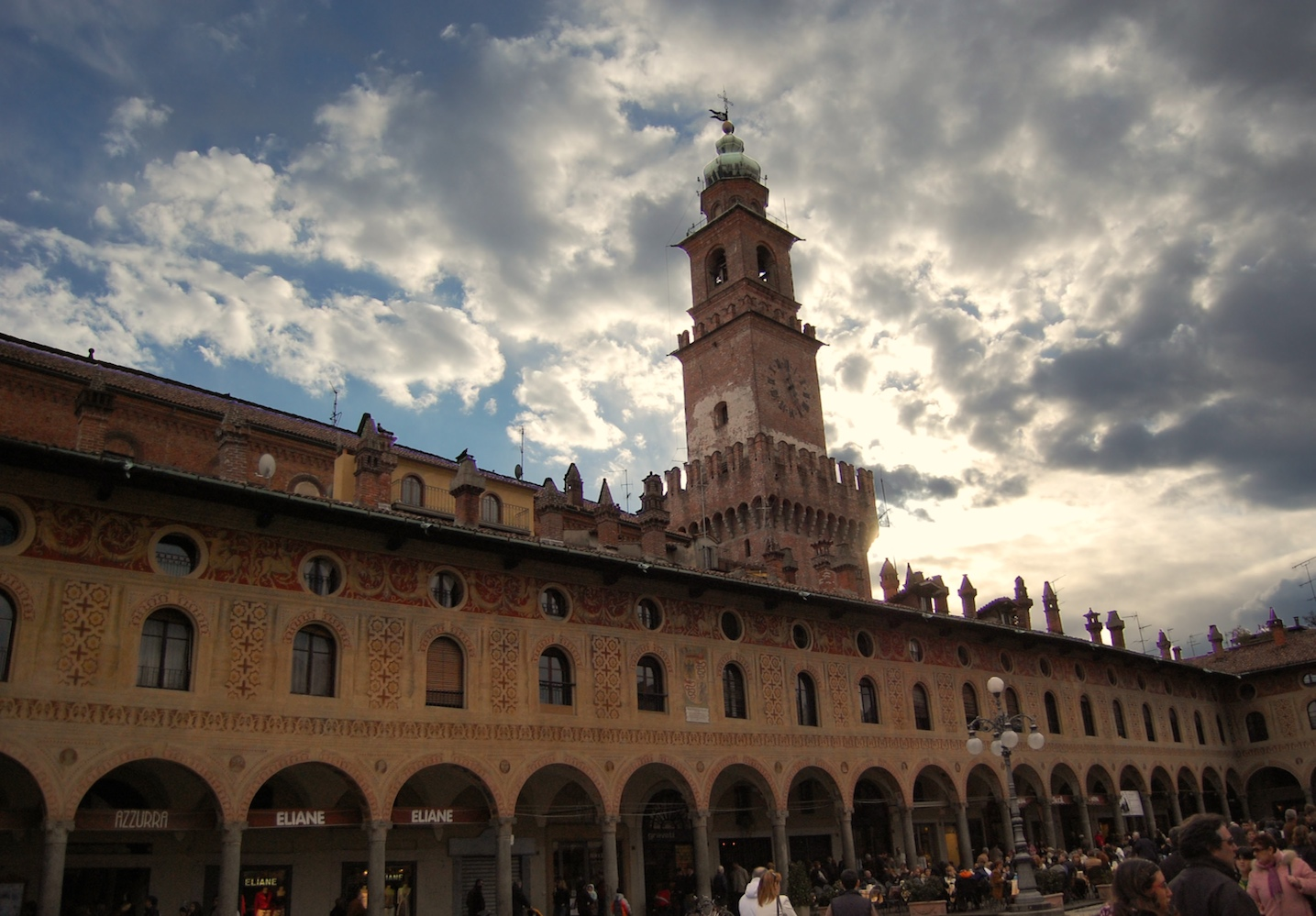
I portici e il castello

La nuova piazza venne realizzata sotto la direzione dell'ingegnere ducale Ambrogio da Corte, sotto progetto di Donato Bramante, con la demolizione delle case situate verso la scarpata su cui sorge il castello e il riuso degli edifici a nord e ad ovest, allineandoli con il rifacimento delle facciate. La realizzazione sforzesca aveva il lato sud interrotto, in corrispondenza con la torre, da un'ampia rampa di collegamento tra la piazza e il castello; il lato ovest si prolungava fino alla scarpata del castello (alcune arcate con le colonne originali si trovano inserite nel caffè Commercio) ed era diviso in due parti unite da un arco trionfale posto all'imbocco della via del Popolo, mentre sul lato nord, in corrispondenza dell'aggancio con quello ovest, proprio di fronte alla rampa, si apriva un arco trionfale a tre fornici corrispondente all'imbocco di via Giorgio Silva. Le facciate si presentavano totalmente decorate con affreschi, molto simili alle coeve pitture di palazzo Bottigella a Pavia.
La forma attuale è frutto dell'intervento del 1680, realizzato dal vescovo Juan Caramuel y Lobkowitz, in cui viene demolita la rampa e costruito uno scalone inserito nel completamento del tratto mancante del lato sud, parte del lato ovest (verso il castello) viene inglobato nel corpo sud. L'assetto della piazza viene definitivamente modificato dal Caramuel con la costruzione della nuova facciata della cattedrale: una facciata concava, addossata alla chiesa come una quinta teatrale, che abbraccia e accoglie il recinto della piazza ribaltando il rapporto sforzesco piazza-castello trasformandolo in piazza-chiesa.
In epoca sconosciuta, forse nella metà del XVIII secolo, si sostituiscono gli archi trionfali, completando il ritmo delle arcate, con nuove colonne di materiale e fattura diversa da quelle quattrocentesche. Nella prima metà del Settecento gli occupanti austriaci collocano una statua di San Giovanni Nepomuceno, che ancora oggi caratterizza il lato occidentale della piazza.
La pavimentazione con ciottoli e lastre di serizzo risale alla metà dell'Ottocento, quando viene sostituita anche la pavimentazione dei portici, originariamente in mattoni a spina di pesce, con quella attuale. 
Nel 1911, a opera dell'architetto Moretti, viene realizzato il disegno con ciottoli bianchi e inseriti i lampioni. Tra il 1905 e il 1910 viene realizzato un ampio restauro che riporta alla luce i lacerti degli affreschi sforzeschi, nascosti dalle pitture settecentesche, a opera dei pittori vigevanesi Casimiro Ottone e Luigi Bocca, che integra i lacerti con una nuova decorazione pittorica in stile rinascimentale; durante i lavori si rifanno i tetti con la realizzazione degli eclettici camini e vengono installati i lampioni attuali. 
In occasione del 500° della sua costruzione, tra il 1992 e il 1996, viene eseguita la ripittura della decorazione di inizio secolo e il restauro di ciò che resta degli affreschi sforzeschi originari.
Attualmente la piazza è meta di incontro e ritrovo, certamente la preferita dei vigevanesi, e il principale punto di riferimento per i turisti. Accoglie negozi di vario tipo e anche la fermata del trenino turistico della città.